# درسري (درميان)
درسري (بالفارسية: درسری) هي مستوطنة تقع في إيران في قسم درمیان الريفي.